# Artur Gelbrun

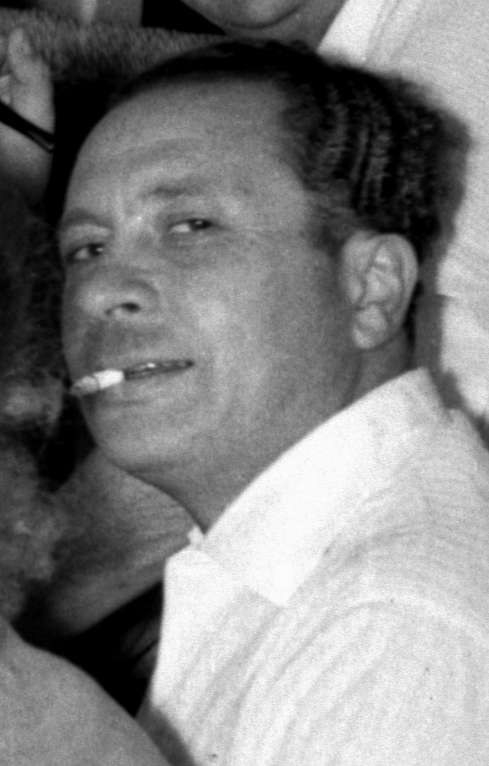
Artur Gelbrun (um 1964).

Artur Gelbrun (* 11. Juli 1913 in Warschau; † 23. Dezember 1985) war ein israelischer Violinist, Bratschist, Musikpädagoge, Dirigent und Komponist polnischer Herkunft.

## Leben
Gelbrun studierte am Warschauer Konservatorium Geige (bis 1935) und bei Walerian Bierdiajew Dirigieren (bis 1937). Als Geiger und Bratschist gehörte er 1935–37 dem Warschauer Philharmonischen Orchester an. Er setzte seine Ausbildung als Dirigent bei Bernardino Molinari in Rom und bei Alfredo Casella in Siena fort. Während des Zweiten Weltkrieges lebte er in der Schweiz. Er studierte dort bei Hermann Scherchen und nahm Kompositionsunterricht bei Willy Burkhard. Von 1944 bis 1948 spielte er Geige und Bratsche im Tonhalle-Orchester.
1949 ging er nach Israel, wo er vorwiegend als Dirigent und Komponist aktiv war. Von 1949 bis 1953 war er ständiger Gastdirigent des Kol Israel Symphony Orchestra, von 1950 bis 1955 Chefdirigent des Inter-Kibbuz Symphony Orchestra und von 1950 bis 1956 Chefdirigent des Israel Youth Orchestra. Außerdem war er Professor für Komposition und Dirigieren an der Rubin-Akademie in Tel Aviv.
Als Komponist orientierte sich Gelbrun an Arthur Honegger, Maurice Ravel und Gustav Mahler, ab Mitte der 1950er Jahre machte er auch von Zwölftontechnik und Aleatorik Gebrauch. 1954 wurde sein Oratorium Klagelied auf die Opfer des Warschauer Ghettos (1952) für Bariton, Chor und Orchester nach Jizchak Katzenelsons Dichtung Dos lid funm ojsgehargetn jidischen folk (Lied vom erschlagenen jüdischen Volk) uraufgeführt.